# Left Rustle
Left Rustle är det svenska bandet indierockbandet Firesides fjärde EP, utgiven 1996 på skivbolaget Startracks (som då hette Startrec).

## Låtlista
Text: Kristofer Åström, musik: Pelle Gunnerfeldt, där inte annat anges.
1. "Left Rustle"  (Fireside)
2. "Beautiful Tan"
3. "Headacher"
4. "What Cures the Polio"

## Medverkande
- D. Erixon - formgivning, foto (baksidan)
- Pelle Gunnerfeldt - gitarr
- Pelle Henricsson - inspelning
- Frans Johansson - bas
- Eskil Lövström - assisterande tekniker, mixning
- Per Nordmark - trummor
- Kristofer Åström - sång, gitarr

## Listplaceringar
| Lista (1996) | Topplacering |
| ------------ | ------------ |
| Sverige      | 42           |

### Fotnoter
1. 1 2  ”Left Rustle”. Discogs.com. http://www.discogs.com/Fireside-Left-Rustle/release/2694992. Läst 21 maj 2012.
2. ↑  Listplacering